# Marskalk av Jugoslavien
Marskalk av Jugoslavien, slovenska: Maršal Jugoslavije, serbokroatiska: Маршал Југославије, makedonska: Маршал на Југославија, var den högsta officersgraden i den jugoslaviska folkarmén. Eftersom ende innehavaren av titeln var Jugoslaviens mångårige president Josip Broz Tito kom begreppet "Marskalken" där att bli synonymt med honom.

## Historik
Antifascistiska rådet för Jugoslaviens befrielse (AVNOJ) utnämnde vid ett möte i staden Jajce i Bosnien-Hercegovina den 29 november 1943 den dåvarande befälhavaren för motståndsrörelsen mot axelmakternas ockupation, de så kallade partisanerna, Josip Broz Tito till marskalk, en titel han kom att bära fram till sin bortgång år 1980.